# Strychorowszczyzna
Strychorowszczyzna (biał. Стрыхараўшчына, Strycharauszczyna; ros. Стрихоровщина, Strichorowszczina) – wieś na Białorusi, w obwodzie mińskim, w rejonie nieświeskim, w sielsowiecie Siejłowicze.

## Historia
W dwudziestoleciu międzywojennym kolonia leżąca w Polsce, w województwie nowogródzkim, w powiecie nieświeskim, w gminie Howiezna. W 1921 miejscowość liczyła 48 mieszkańców, zamieszkałych w 6 budynkach, wyłącznie Polaków. 39 mieszkańców było wyznania prawosławnego i 9 rzymskokatolickiego.
Po II wojnie światowej w granicach Związku Sowieckiego. Od 1991 w niepodległej Białorusi.